# 永世皇族制
永世皇族制（えいせいこうぞくせい）とは、日本の皇室における臣籍降下の基準の決め方の一つ。

## 概要
皇族の身分が付与される大原則は「父親が皇族であること」（男系）であるが、その上で、皇族の無秩序な増加を防ぐ目的で、皇位継承の可能性が低くなった皇族については、一定の基準の下で皇族の身分を離れる（臣籍降下/皇籍離脱）運用がなされることがある。
1889年（明治22年）の皇室典範制定時、時の明治天皇の近親の皇族が極端に減少したのをきっかけに、臣籍降下は行わず「今の皇族の男系子孫は永世にわたって皇族とする」と定められた。以降、1889年から1907年、および1947年以降の規定においては、男系男子の皇籍離脱は想定されておらず、この制度を永世皇族制と呼ぶ。

## 変遷

### 古代～近世
古代律令制では、歴代天皇から五世で臣籍降下することと規定された。
その後、平安時代前期、子だくさんの天皇が相次ぎ皇族の人数が増えすぎたことにより、親王宣下の制度を確立、五世以内でも臣籍降下を行うようになる。
逆に室町時代には、皇位継承権者が極端に減少した教訓から、世襲親王家の制度により、一定数の皇族を確保するようになる。
いずれの場合でも、皇位継承権者を一定数確保するよう配慮しつつ、適宜臣籍降下（あるいは出家による血統の断絶）を傍系の皇族に対して行わせる、弾力的な運用がなされていた。

### 永世皇族制の採用
1889年（明治22年）の皇室典範制定時、明治天皇と血縁の近い男性皇族は、皇太子嘉仁親王（のちの大正天皇）一人しかおらず、皇統が途絶える可能性があったことから、当時の宮家およびその男系子孫（特に、伏見宮の皇族たちが明治維新以降にたてた宮家）については、永世にわたってその存続を認め、皇位継承権者を確保することとなり、臣籍降下の規定は廃止された。
なおこの時、皇室典範起草に深く関与した伊藤博文は、有限の財力では永続的に皇族を保護できないことに危機感を示し、制定時にやむを得ない事情により臣籍降下を規定できなかったとし、皇族数を制限する法の制定が急務であると上奏した。

### 臣籍降下の規定の復活
その後、嘉仁親王に男子が複数生まれ、皇統断絶の危機がひとまず去ったことにより、傍系皇族の整理が図られ、1907年（明治40年）に皇室典範の増補、次いで1920年（大正9年）に具体的基準案は「皇族ノ降下ニ関スル施行準則」が制定、傍系の皇族については世数を基準にして臣籍降下を行うことと規定された。この規定に依り、13名の皇族が臣籍降下を行った。

### 現行皇室典範下
1947年（昭和22年）5月に施行された現行の皇室典範では、基本的には永世皇族制を採用したうえで、傍系の皇族については皇籍離脱が可能であるように規定されている。
天皇の嫡男系嫡出の子孫は、その世数にかかわらず皇族とすることとしており（皇室典範5条、6条）、嫡出の男系に限定されている。皇室および民間における一夫一妻制の確立と言う社会的変化を踏まえ、「現在の道義心の要請する所」（1946年〈昭和21年〉12月17日、皇室典範案特別委員会における憲法担当国務大臣金森徳次郎の答弁）として加えられたものである。
また、皇籍離脱については、現行の皇室典範でも、皇太子（皇嗣たる皇子）・皇太孫（皇嗣たる皇孫）・皇后・太皇太后・皇太后を除く15歳以上の皇族は皇族の身分を離れることができ（第11条）、皇族女子が天皇・皇族以外と結婚した場合に皇族の身分を離れる（第12条）としている。また皇族出身でない親王妃または王妃が未亡人となった場合は、皇室会議を経ずに身分を離れることができる（第14条）。
これらの規定を根拠として、1947年（昭和22年）10月14日、伏見宮系の皇族11宮家51人の臣籍降下が行われた。